# Kystprovinsen (Kenya)
Kystprovinsen  (swahili: Mkoa wa Pwani, ikke at forveksle med regionen Pwani i Tanzania; engelsk: Coast Province) er en af Kenyas otte provinser. I 2008 anslog man folketallet til  3.089.013 indbyggere, og den har et areal på 83.603 kvadratkilometer. Den administrative hovedstad er Mombasa. 
I  provinsen ligger nationalparkerne Arabuko Sokoke nationalpark, Kora nationalpark samt dele af Tsavo East nationalpark og Tsavo West nationalpark. 

## Eksterne kilder og henvisninger
1. ↑  "Kenya National Bureau of Statistics, Population projections by province/district". Arkiveret fra originalen 7. juni 2009. Hentet 22. oktober 2011.
2. ↑  Statoids, Provinces of Kenya

- Wikimedia Commons har flere filer relateret til Kystprovinsen (Kenya)

3°00′S 39°30′Ø / 3°S 39.5°Ø